# Зєнкін Костянтин Володимирович

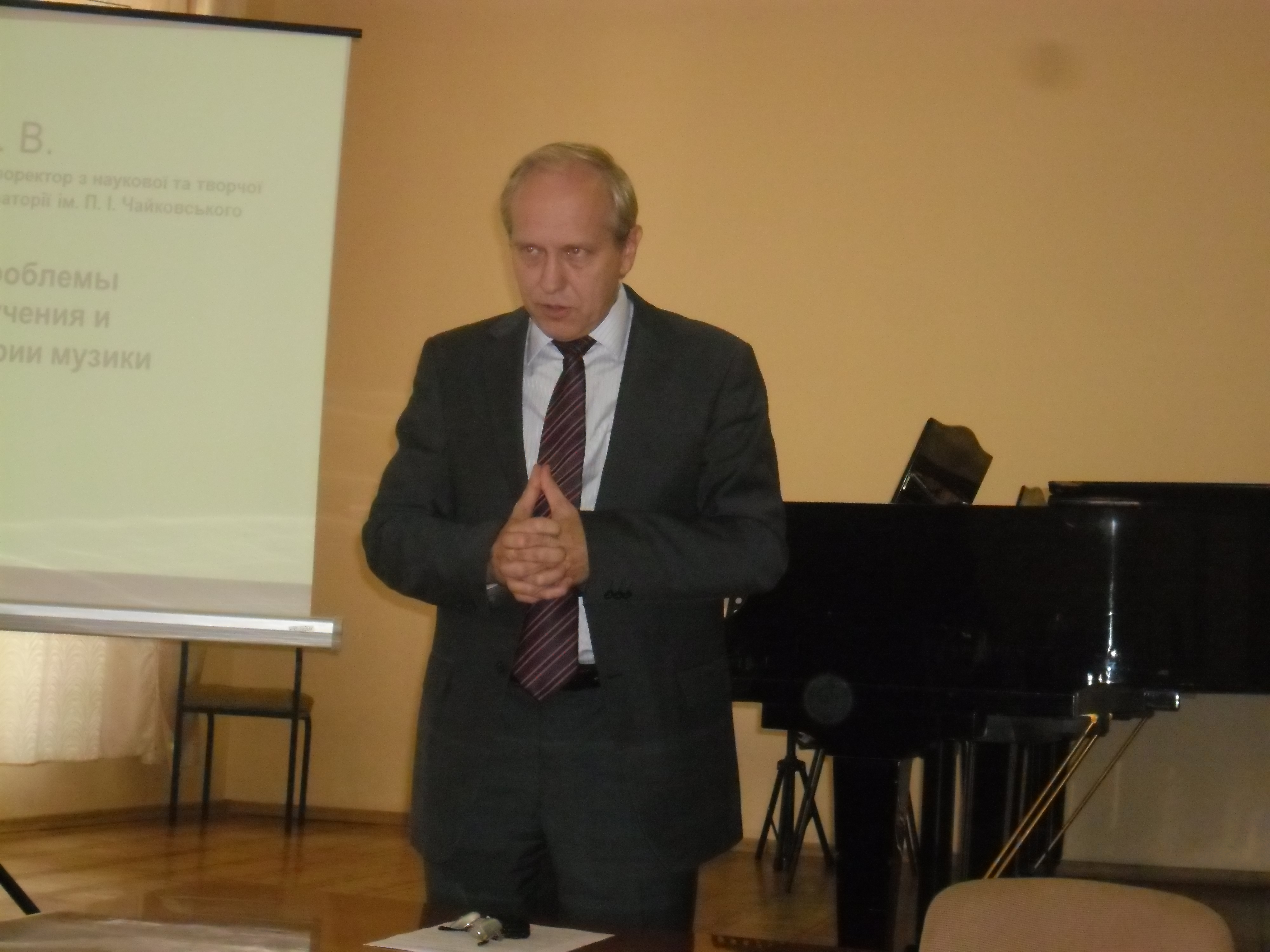
К. В. Зєнкін (2012, фото Г.Ганзбурга)

Костянтин Володимирович Зєнкін (рід. 12 березня 1958, Москва) — музикознавець, піаніст, педагог. Доктор мистецтвознавства (з 1996), професор (з 2000).

## Біографічні відомості
В 1976 закінчив Центральну музичну школу при Московській консерваторії як піаніст.
В 1981 закінчив Московську консерваторію як піаніст (по класу Є. В. Малініна).
В 1983 закінчив Московську консерваторію як музикознавець (по класу Є. М. Царьової).
В 1982—2002 — викладач Центральної музичної школи при Московській консерваторії.
З 1987 — кандидат мистецтвознавства (тема дисертації «Фортепіанна мініатюра Шопена і її місце в історико-художньому процесі», науковий керівник-Є. М. Царьова, захист в Ленінградській консерваторії).
З 1990 викладає в Московській консерваторії (з 1993 старший викладач, з 1995 доцент, з 1998 професор, з 2009 проректор з наукової роботи).
З 1996 — доктор мистецтвознавства (тема дисертації «Фортепіанна мініатюра та шляхи музичного романтизму», захист у Московській консерваторії).
2001 — наукове стажування в Інституті музикознавства Віденського університету у професора Г. Грубера.

## Музикознавчі праці

### Книги
- Зенкин К. В. Фортепианная миниатюра Шопена. М., 1995.
- Зенкин К. В. Фортепианная миниатюра и пути музыкального романтизма. М., 1997.
- Жабинский К. А., Зенкин К. В. Музыка в пространстве культуры. Вып. 1. Ростов-на-Дону, 2001.
- Жабинский К. А., Зенкин К. В. Музыка в пространстве культуры. Вып. 2. Ростов-на-Дону, 2003.
- Жабинский К. А., Зенкин К. В. Музыка в пространстве культуры. Вып. 3. Ростов-на-Дону, 2005.
- Зенкин К. В. Музыка — Эйдос — Время. А. Ф. Лосев и горизонты современной науки о музыке. — М.: Издательство «Прогресс-традиция», 2015.

### Статті
- Зенкин К. В. Шуберт и романтизм. О некоторых аспектах свободы выражения в фортепианных пьесах // Шуберт и шубертианство: Материалы научного симпозиума. Харьков, 1994.
- Зенкин К. В. Мендельсон и развитие романтической фортепианной миниатюры // Ф. Мендельсон-Бартольди и традиции музыкального профессионализма. Харьков, 1995.
- Зенкин К. В. Диалектика классической и аклассической формы в фортепианной миниатюре Шумана // Роберт Шуман и перекрестье путей музыки и литературы. Харьков, 1997.
- Зенкин К. В. Вальсы Шуберта в истории музыки // Франц Шуберт. Материалы международной научной конференции к 200-летию со дня рождения. М., 1997.
- Зенкин К. В. Слово в фортепианных произведениях Листа [Архівовано 4 березня 2016 у Wayback Machine.] // Ференц Лист и проблемы синтеза искусств: Сб. научных трудов / Сост. Г. И. Ганзбург. Под общей ред. Т. Б. Веркиной. — Харьков: РА — Каравелла, 2002. [Архівовано 15 липня 2014 у Wayback Machine.]
- Зенкин К. В. Фаустовская тема в музыке Рахманинова // Творчество С. В. Рахманинова в контексте мировой музыкальной культуры. — Тамбов — Ивановка: Изд-во ТГТУ, 2003. ISBN 5-8265-0242-8
- Zenkin К. On the Religious Foundations of A. F. Losev's Philosophy of Music // Studies in East European Thought. Vol. 56, 2004. Kluwer Academic Publishers. Printed in the Netherlands
- Зенкин К. В. Мария Юдина и немецкая культура // Невельский сборник. Вып. 9. СПб., 2004.
- Зенкин К. В. Лики в живописи Бориса Григорьева в связи с понятием лика в русской религиозной философии // Борис Григорьев и художественная культура ХХ века. Материалы 3 Григорьевских чтений. Псков, 2004.
- Зенкин К. В. Мария Юдина в истории интерпретации старинной музыки // Старинная музыка сегодня. Ростов-на-Дону, 2004.
- Зенкин К. В. Джон Кейдж и «час нуль» культуры // Джон Кейдж. К 90-летию со дня рождения. М., 2004.
- Зенкин К. В. К вопросу о симфонизме // Музыкальное искусство и проблемы современого гуманитарного мышления. Вып. 1. Волгоград, 2004.
- Зенкин К. В. Философия музыки как сверхрационалистическая трансмифология // Музыкальное искусство и проблемы современного гуманитарного мышления. Вып. 5. Волгоград, 2004.
- Зенкин К. В. Мистерия и границы искусства в авангарде второй половины XX века // Музика у просторі культури. Киев, 2004.
- Зенкин К. В. Искусство в свете мифа и религии. К изучению эстетики А. Ф. Лосева // Новое сакральное пространство. Духовные традиции и современный культурный контекст. М., 2004.
- Зенкин К. В. «Фауст» в музыке С. В. Рахманинова // Гете в русской культуре ХХ века. Изд. 2-е, доп. М., 2004.
- Зенкин К. В. Тема эйдетичности искусства в русской религиозно-философской мысли) Вяч. Иванов — П. Флоренский — А. Лосев) // Энтелехия, 2004, № 8 (Кострома).
- Зенкин К. В. К вопросу о симфонизме // Музыкальная культура и искусство. Вып. 5. Новосибирск, 2005.
- Зенкин К. В. Байройт-2004: поединок с Вагнером // Музыка и время, 2005, № 5
- Зенкин К. В. О религиозных основах философии музыки А. Ф. Лосева // Философия и будущее цивилизации. Тезисы докладов 4-го Российского философского конгресса. Т. 2. М., 2005.
- Зенкин К. В. Идея «Свободной теургии» Вл. Соловьева и ее трансформации в ХХ в. // Владимир Соловьев и культура Серебряного века. М., 2005.
- Зенкин К. В. Любительство как фактор музыкальной культуры XIX века // Любительство в художественной культуре: История и современность. Ученые записки ИУБиП, 2005, № 2. Ростов-на-Дону, 2005.
- Зенкин К. В. Германия // История зарубежной музыки. ХХ век. М., 2005.
- Зенкин К. В. С. В. Рахманинов и фаустовская тема // Проблемы взаемодіï мистецтва, педагогіки та теоріï i практики освіти. Харьков, 2005.
- Зенкин К. В. Фаустовская тема в Первой фортепианной сонате Рахманинова // Сергей Рахманинов. История и современность. Ростов-на-Дону, 2005.
- Зенкин К. В. О симфонизме Брукнера и его внемузыкальных основаниях // // Сергей Рахманинов. История и современность. Ростов-на-Дону, 2005.
- Зенкин К. В. М. В. Юдина и Б. Л. Яворский в истории интерпретации музыки И. С. Баха // Венок Яворскому. Саратов, 2005.
- Зенкин К. В. К вопросу о симфонизме // Музыка и глобализация культуры. Минск, 2005.
- Зенкин К. В. Учение Григория Паламы о сущности и энергиях и философия музыки А. Ф. Лосева // Aesthetics as a Religious Factor in Eastern and Western Christianity. Peeters. Leuven — Paris — Dudley, Музыкальная академия, 2005.
- Зенкин К. В. Стилеобразование в музыке ХХ века и проблемы симфонизма // Материалы международной конференции «III Серебряковские чтения». Кн. 1. Музыковедение, философия искусства. Волгоград, 2006.
- Зенкин К. В. «Руслан и Людмила» Глинки и волшебная опера Запада (истоки и параллели) // М. И. Глинка. К 200-летию со дня рождения. Том 2. М., 2006.
- Зенкин К. В. Фортепиано в мире Глинки // М. И. Глинка. К 200-летию со дня рождения. Том 2. М., 2006.
- Зенкин К. В. М. В. Юдина и музыка XX века // Звучащая жизнь музыкальной классики XX века. М., 2006.
- Зенкин К. В. К истории обработок произведений Шуберта в России // Франц Шуберт и русская музыкальная культура / Отв. ред. Ю. Н. Хохлов. М., 2009.
- Зенкин К. В. О русских теоретических концепциях истории музыки [Архівовано 4 березня 2016 у Wayback Machine.] // Журнал Общества теории музыки. — 2013. — Вып. 1.